# Grupul Industrial Român
Grupul Industrial Român (GIR) este o companie de IT&C din România.
A fost înființată în anul 1992, iar în anul 2007 a avut o cifră de afaceri de 14,1 milioane de lei.
Compania este controlată de cinci persoane fizice, respectiv Vlad Constantinescu - 50%, Cristian Călinescu - 29,14%, Paul Alexandru Cârstea - 14%, Elena Lichi - 3,43% și Simona Mariana Sârbu - 3,43%.
GIR a fost implicată, alături de Poșta Română, în proiectul POSTelecom, unde a deținut o participație de 10% din capitalul social al firmei până la începutul anului 2006.